# Provinz Souk Ahras
Die Provinz Souk Ahras (arabisch ولاية سوق أهراس, DMG Wilāyat Sūq Ahrās, tamazight ⴰⴳⴻⵣⴷⵓ ⵏ ⵙⵓⵇⴻⵀⵔⴰⵙ Agezdu n Suqehras) ist eine Wilaya im äußersten Osten Algeriens. Hauptstadt der Provinz ist Souk Ahras, das frühere Tagaste.

## Geografie
Die Provinz liegt an der tunesischen Grenze, sie umfasst die Stadt Souk Ahras samt ihrem Umland und hat eine Fläche von 4029 km². Die Provinz grenzt im Süden an die Provinz Tebessa, im Westen an Umm al-Bawāqī, im Norden an Guelma und El Tarf. Im Osten grenzt sie an die Gouvernements Jendouba und Kef in Tunesien.
Der wichtigste Fluss in der Provinz ist der Medjerda, der längste Fluss Tunesiens, der hier seine Quellen hat. Die Südgrenze zu Tebessa wird durch den Oued Mellègue gebildet.

## Bevölkerung
Rund 411.000 Menschen (Schätzung 2006) bewohnen die Provinz, die Bevölkerungsdichte beträgt somit rund 102 Einwohner pro Quadratkilometer.